# Муса Нџај
Муса Нџај (норв. Moussa Njie; Осло, 2. октобар 1995) је норвешки фудбалер пореклом из афричке државе Гамбије. 

## Каријера
Нџај је играо за омладински фудбалски клуб Холмлија до своје 18. године. У новембру 2013. године је потписао уговор за свој први клуб у сениорској каријери Валеренгу и дебитовао у Првој лиги Норвешке у фудбалу против Алесунда. Лета 2015. године заиграо је за Берум за који је одиграо 15 утакмица и дао 3 гола. Дана 2. децембра 2015. године потписује уговор са Стабеком и након две године проведене у клубу напушта га са 65 првенствених наступа на којима је постигао шест голова.
Дана 17. јануара 2019. године потписује трогодишњи уговор са Партизаном и задужује дрес са бројем 21. Током пролећног дела сезоне 2018/19, Нџај је за црно-беле одиграо свега 17 минута на две утакмице: у поразима од Црвене звезде на Маракани 1:2 (3 минута) и Радничког у Нишу (14 минута). Почетком августа 2019. је позајмљен норвешком ФК Од. У фебруару 2020. је раскинуо уговор са Партизаном.

## Статистика играча
| Сезона            | Клуб              | Дивизија                       | Лига    | Лига   | Куп     | Куп    | Укупно  | Укупно |
| Сезона            | Клуб              | Дивизија                       | Наступа | Голова | Наступа | Голова | Наступа | Голова |
| ----------------- | ----------------- | ------------------------------ | ------- | ------ | ------- | ------ | ------- | ------ |
| 2013              | Валеренга         | Прва лига Норвешке             | 1       | 0      | 0       | 0      | 1       | 0      |
| 2014              | Валеренга         | Прва лига Норвешке             | 2       | 0      | 0       | 0      | 2       | 0      |
| 2015              | Валеренга         | Прва лига Норвешке             | 0       | 0      | 2       | 3      | 2       | 3      |
| 2015              | Берум             | 1. дивизија Норвешке у фудбалу | 15      | 3      | 0       | 0      | 15      | 3      |
| 2016              | Стабек            | Прва лига Норвешке             | 28      | 4      | 4       | 2      | 32      | 6      |
| 2017              | Стабек            | Прва лига Норвешке             | 22      | 1      | 3       | 2      | 25      | 3      |
| 2018              | Стабек            | Прва лига Норвешке             | 15      | 1      | 0       | 0      | 15      | 1      |
| 2019              | Партизан          | Суперлига Србије               |         |        |         |        |         |        |
| Укупно у каријери | Укупно у каријери | Укупно у каријери              | 83      | 9      | 9       | 7      | 92      | 16     |

## Трофеји

### Партизан
- Куп Србије (1) : 2018/19.